# رونالد گلن دیویس
رونالد گلن دیویس (انگلیسی: Glen Davis؛ زادهٔ ۱ ژانویهٔ ۱۹۸۶) بازیکن بسکتبال اهل ایالات متحده آمریکا است.

## حرفه
از باشگاه‌هایی که در آن بازی کرده‌است می‌توان به اورلندو مجیک، بوستون سلتیکس، و لس آنجلس کلیپرز اشاره کرد.